# Belgrano Athletic Club
|  | No s'ha de confondre amb Club Atlético Belgrano. |

El Belgrano Athletic Club és un club de esportiu argentí de la ciutat de Buenos Aires, al barri de Belgrano. Va ser fundat l'any 1896.

## Futbol

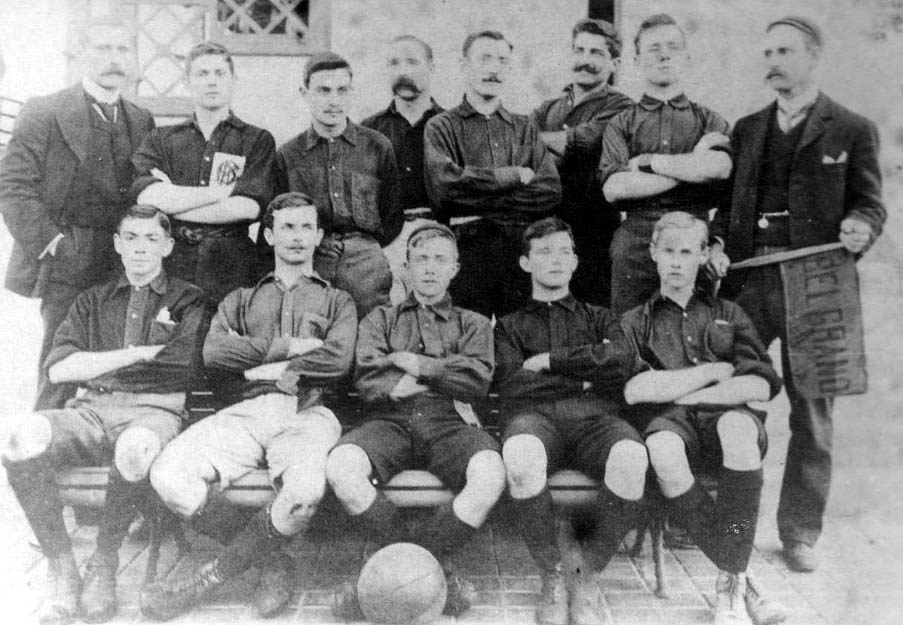
Equip de futbol el 1902.

Hi ha notícies de partits de futbol del Club Inglés de Belgrano el 1894, però el Belgrano Athletic Club fou fundat oficialment el 17 d'agost de 1896.
Jugà a primera divisió argentina entre 1896 i 1916, essent un dels clubs més destacats dels primers anys del futbol argentí. Fou campió de lliga tres cops, els anys 1899, 1904 i 1908. El seu principal rival fou el veí Alumni. El seu resultat més destacat fou un 10-1 sobre River Plate, el 1912.
Baixà a segona, juntament amb Quilmes el 1916.

## Rugbi

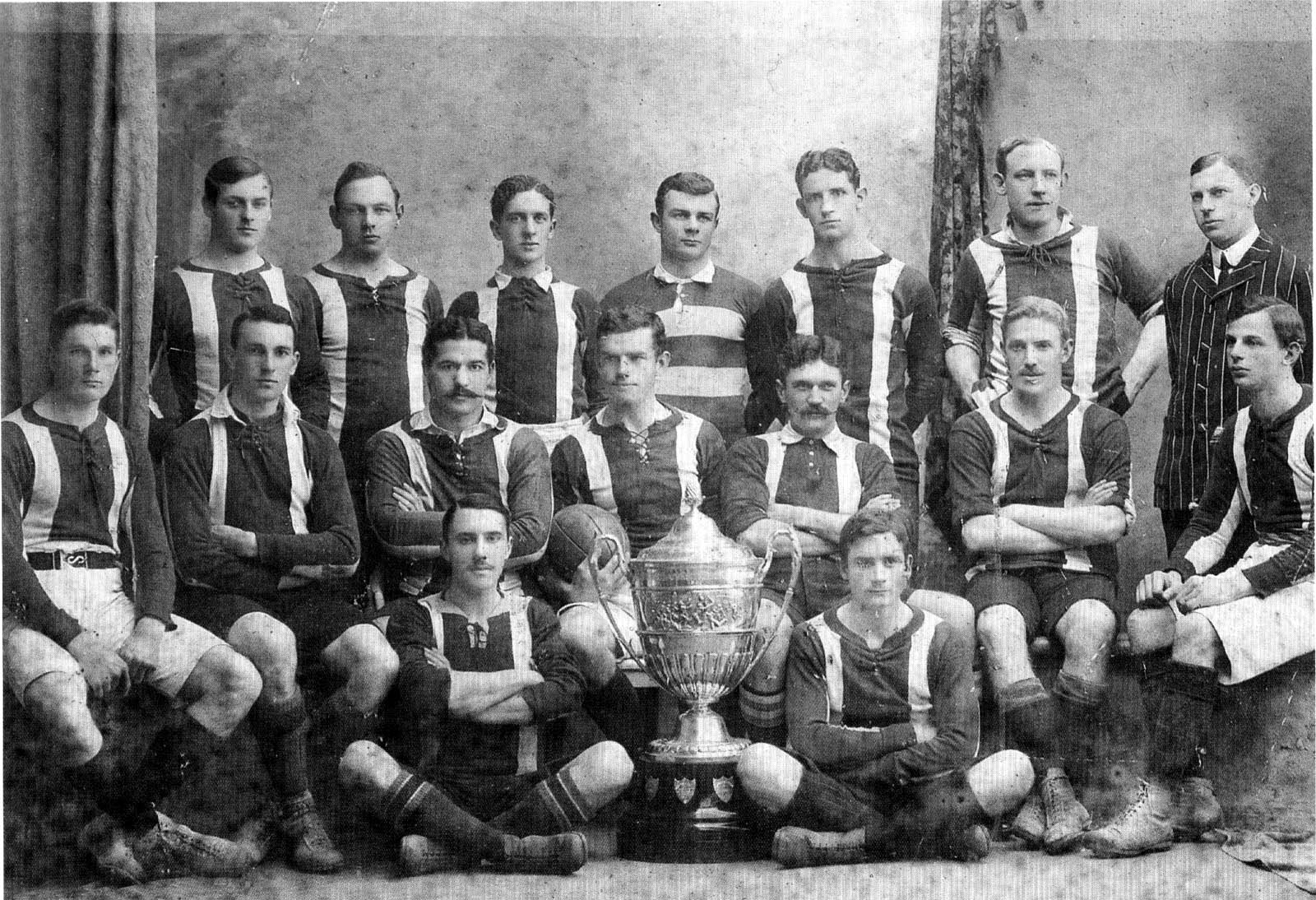
Equip de rugbi campió el 1907.

És un dels clubs més destacats del rugbi argentí. El 1899, juntament amb Buenos Aires FC, Lomas i Rosario AC, fou membre fundador de la River Plate Rugby Championship, futura Unió Argentina de Rugbi.

## Criquet
El primer partit de criquet del club fou el 1912. Ha estat seu de diversos partits de l'Argentina.
També té seccions de bitlles, esquaix, natació i tennis.

## Evolució de l'uniforme
Font:
| Futbol 1896-1916 | Rugbyi 1896-1919 | Rugbi 1919-avui |

## Palmarès

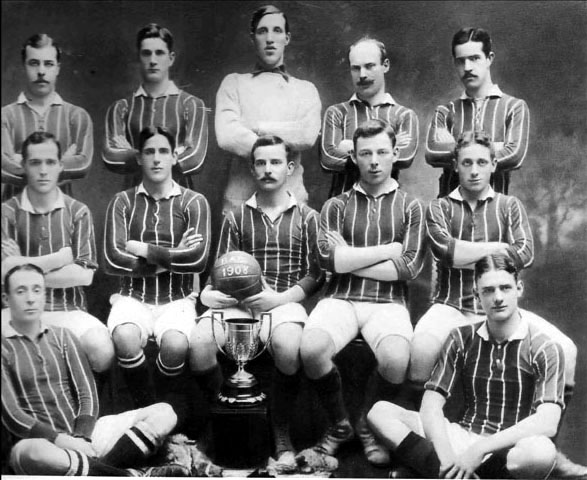
Equip de futbol campió el 1908.

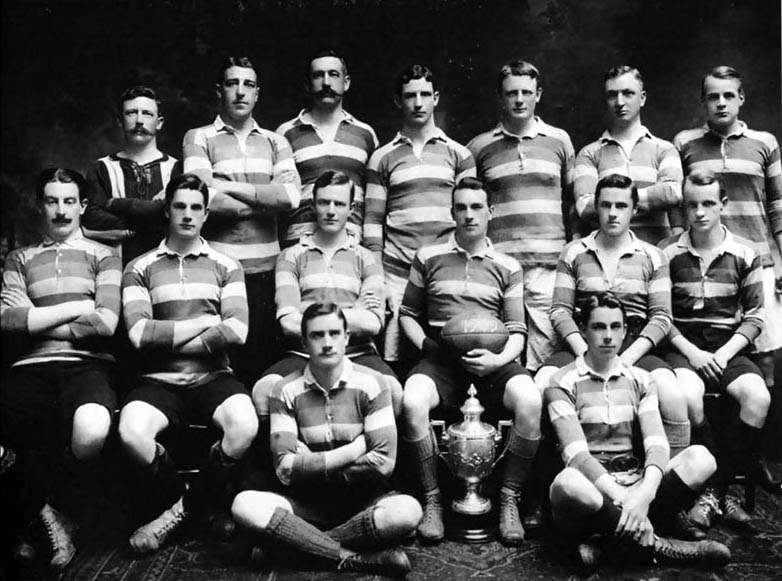
Equip de rugbi el 1909.

### Criquet
- Primera División (38): 1902-03, 1905-06, 1906-07, 1907-08, 1908-09, 1910-11, 1911-12, 1914-15, 1918-19, 1923-24, 1925-26, 1926-27, 1928-29, 1929-30, 1931-32, 1932-33, 1953-54, 1954-55, 1955-56, 1958-59, 1961-62, 1965-66, 1967-68, 1968-69, 1969-70, 1970-71, 1973-74, 1974-75, 1980-81, 1981-82, 1983-84, 1984-85, 1988-89, 1989-90, 1991-92, 1997-98, 2001-02, 2005-06[11]

### Futbol
- Campionat argentí de futbol (3): 1899, 1904, 1908[12]
- Copa de Honor Municipalidad de Buenos Aires (1): 1907
- Tie Cup (1): 1900
- Copa de Honor Cousenier (1): 1907

### Rugbi 15
- Torneo de la URBA (11): 1907, 1910, 1914, 1921, 1936, 1940, 1963, 1966, 1967, 1968, 2016

### Hoquei herba
Femení
- Metropolitano Primera División (4): 1942, 1946, 1949, 1974